# Alchemilla exigua
Alchemilla exigua é uma espécie de rosácea do gênero Alchemilla, pertencente à família Rosaceae.